# Vierzahnmoose
Die Vierzahnmoose (Tetrodontium) sind eine Gattung der Laubmoose aus der Familie der Tetraphidaceae.

## Name
Der Gattungsname Tetrodontium bezieht sich auf tetra = vier und odous, odontos = Zahn, wegen des Peristoms, das nur aus vier Zähnen besteht.

## Merkmale
Es handelt sich um winzige Höhlenmoose, die aus einem ausdauernden Protonema wachsen. Das Protonema bildet eiförmige oder bandförmige Blättchen (Protonemablätter).
Die Seta wird bis zu 8 mm lang und trägt die eiförmig-zylindrische Kapsel. Das Peristom besitzt nur 4 Peristomzähne (Name).

## Standortansprüche und Verbreitung
Alle Arten sind kalkmeidende Höhlenmoose auf Silikatgestein (Sandstein, Gneis, Granit, ferner Phonolith). Sie besiedeln Höhlungen, Klüfte und Felsüberhänge in Tälern und Schluchten der höheren hercynischen Mittelgebirgslagen (Bayerischer Wald, Erzgebirge, Harz, Schwarzwald, Thüringer Wald) und der Allgäuer Alpen. Vor allem Tetrodontium brownianum ist zudem in den Bunt- und Kreidesandsteingebieten verbreitet. Die Moose sind auf konstante Luftfeuchtigkeit angewiesen und vor allem in der Nähe von Bächen oder Wasserfällen zu finden, wo sie vorrangig an der Unterseite von Felsblöcken wachsen.

## Arten
Weltweit gibt es folgende drei Arten, von denen alle in Europa und Deutschland vorkommen:
- Browns Vierzahnmoos (Tetrodontium brownianum)
- Tetrodontium ovatum, Eifrüchtiges Vierzahnmoos
- Tetrodontium repandum, Geschweiftes Vierzahnmoos